# NWB Steuer- und Wirtschaftsrecht
NWB Steuer- und Wirtschaftsrecht ist eine Fachzeitschrift für Steuer- und Wirtschaftsrecht aus dem NWB Verlag.

## Zielgruppe und Inhalte
Zielgruppe der Zeitschrift sind Steuerberater, Wirtschaftsprüfer, Fachanwälte für Steuerrecht und Steuerfachangestellte. Thematisch deckt die Zeitschrift das komplette Steuerrecht, die für Steuerberater relevanten Bereiche des Wirtschaftsrechts sowie das Berufsrecht ab.

## Herausgeber und Lieferumfang
Die NWB Steuer- und Wirtschaftsrecht erscheint wöchentlich in der IVW-geprüften Auflage von rund 24.000 Exemplaren im NWB Verlag, Herne (vormals: Verlag Neue Wirtschafts-Briefe) und wird herausgegeben von Hans-Joachim Kanzler und Klaus Korn.
Neben der gedruckten Ausgabe erhalten alle Abonnenten eine Tablet-Ausgabe der Zeitschrift, den E-Mail-Newsletter sowie einen Zugang zur umfangreichen NWB Datenbank inklusive praktischen Arbeitshilfen.
Speziell für Steuerfachangestellte gibt es zusätzlich 4-mal jährlich eine Beilage mit Infos für Steuerfachangestellte sowie den kostenlosen Zugriff auf den NWB Steuerfach-Scout, einem Online Tool für Steuerfachangestellte.